# Jurançon blanc
Pour les articles homonymes, voir Jurançon (homonymie).
Le  jurançon blanc est un cépage de France de raisins blancs.

## Origine et répartition géographique
Le cépage est cultivé principalement dans la région Sud-Ouest. Il fait partie de l’encépagement de l'Armagnac et du Cognac. Aujourd'hui il est en grande régression passant de 5.760 hectares en 1958 à 137 hectares en 1988.
Il ne fait pas partie de l'encépagement du Vignoble du Jurançon.
D'après des analyses génétiques, il serait descendant du gouais B.

## Caractères ampélographiques
- Extrémité du jeune rameau cotonneux blanc à liseré carminé.
- Jeune feuilles duveteuses, bullées
- Feuilles adultes, à 5 lobes avec un sinus pétiolaire en lyre plus ou moins fermée ou à bords superposés, dents ogivales, petites, en 2 séries, un limbe duveteux-pubescent.
- Grappes petites, compactes, parfois ailées.
- Baies moyennes, à chair molle juteuse

## Aptitudes culturales
La maturité est de deuxième époque: 20 jours après le chasselas.

## Potentiel technologique
Les grappes sont moyennes et les baies sont de taille petite. La grappe est tronconique, compacte. Le cépage est vigoureux et productif.
Il est très sensible au mildiou, à la pourriture grise mais il craint moins l'oïdium.
Les vins blancs sont neutres et peu alcooliques.

## Synonymes
Le  jurançon blanc est connu sous les noms de Braquet (mais à ne pas confondre avec le Braquet de la  la région niçoise), dame blanche, notre-dame de Guilan, plant debout, plant dressé, plant quillat, quillat, quillard, sans-pareil